# ظهرة نجاد (المخادر)

تعديل مصدري - تعديل

ظهرة نجاد محلة تابعة لقرية الحديدة، التابعة لعزلة السحول بمديرية المخادر إحدى مديريات محافظة إب في الجمهورية اليمنية، بلغ تعداد سكانها 299 حسب تعداد اليمن لعام 2004.